# 斯维亚托斯拉夫·里希特

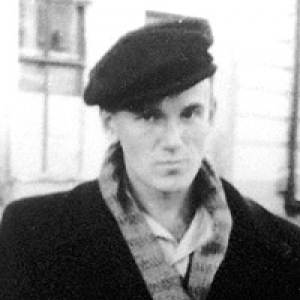
李赫特（约1935年）

斯维亚托斯拉夫·捷奥菲洛维奇·李赫特（俄语：Святосла́в Теофи́лович Ри́хтер，羅馬化：Sviatosláv Teofílovich Ríkhter，又译李希特、里赫特或里希特，1915年3月20日—1997年8月1日），苏联钢琴家。李赫特被公认为是史上最伟大的钢琴家之一，他以极广的曲目范围，举重若轻的技术以及富有诗意的分句闻名。灌錄過大量的唱片。

## 生平
李赫特生于俄罗斯帝国沃利尼亚省日托米尔（今乌克兰境内），在敖德萨长大，父亲特奥菲尔·李赫特是德裔管风琴家，毕业于维也纳音乐学院。不同于一般的钢琴家，虽然父亲教了他一些音乐的入门知识，但李赫特基本上是自学成才。李赫特少时就有了出众的视奏能力，经常参与当地歌剧和芭蕾团体的活动。在法国梅莱庄园音乐节上，他发现自己迷上了歌剧、人声和室内乐，並持續了一輩子。他的第一份工作是在国立敖德萨戏剧和芭蕾舞学院剧场为歌剧排练伴奏。
1934年在敖德萨的一个技师俱乐部，李赫特开了他的第一场独奏音乐会，三年后进入莫斯科音乐学院开始正式学琴，与吉列尔斯一道师从钢琴教育家涅高兹，涅高兹说李赫特是他“盼了一辈子才盼来的天才学生”。
还是一名学生的李赫特在1940年4月首演了普罗科菲耶夫的第6号奏鸣曲，自此他的名字便与普罗科菲耶夫紧密联系了起来。另一件在音乐学院时期的著名事迹是他不上政治必修课，结果第一学期便被开除了两次。李赫特一直是苏联的政治局外人，也从来没有加入过共产党。
1949年李赫特获颁斯大林奖，之后在蘇聯、东欧、中国举行了多场巡回音乐会。李赫特50年代的录音令其引起西方注意，而他直到1960年才被允许到美国进行巡回演出，轰动一时，在卡内基音乐厅的音乐会场场爆满。尽管如此，李赫特并不十分喜欢巡回演出，他习惯于不事先安排音乐会的日程。晚年时，他的音乐会通常在不知名的小音乐厅进行，有时还会关掉灯，只用一盏小灯照着钢琴。
1995年3月在德国吕贝克举办了最后一场音乐会之后，李赫特逐渐由于听力障碍抑郁，于1997年因心肌梗塞在莫斯科逝世，去世之前仍在为将要进行的音乐会作准备。

## 評價
李赫特演奏的特別之處在於，能夠賦予作品全新的風貌，同时非常具有個人風格。在独奏之外，李赫特也是一位很好的室內樂演出者，与小提琴家奥伊斯特拉赫、作曲家布里顿、大提琴家罗斯特洛波维奇、小提琴家柯岗、中提琴家巴什米特、大提琴家古特曼等，都有相當動人以及珍貴的演奏記錄。
李赫特的手很大，可以掌握12度音。他喜欢现场演奏，因此有着数不清的现场演奏录音，不論是正式或非正式，每年仍有大量的錄音出现，可說是生前死後都引領风骚的一代大家。尽管留下了这么多唱片，李赫特本人其實很讨厌录音。格伦·古尔德称他为这个时代最强的音乐交流者，而只有在音乐会上，李赫特的音乐天才方能充分发挥出来。

## 作品節選

### 商業錄音
李赫特擅长演奏巴赫、貝多芬、舒伯特、海顿、莫札特、蕭邦、舒曼、李斯特、拉赫玛尼诺夫、普罗科菲耶夫、肖斯塔科维奇等作曲家的曲目。
李赫特演奏的范围包括了钢琴文献中绝大部分的主要作品，但也有遗漏，例如：巴赫哥德堡变奏曲、贝多芬的华尔斯坦奏鸣曲、第四和第五钢琴协奏曲、舒伯特A大调奏鸣曲（D.959）。普罗科菲耶夫的第7号奏鸣曲和第9号奏鸣曲都由李赫特完成首演，其中后者是普罗科菲耶夫专门题献给钢琴家本人。
李赫特著名的唱片录音包括了舒伯特、贝多芬、巴赫（李赫特自称用一个月的时间背谱学会了巴赫的平均律第二册）、肖邦、李斯特、普罗科菲耶夫、拉赫玛尼诺夫、斯克里亚宾等人的作品。以下節錄部分的錄音作品：
鋼琴
- 莫扎特三首鋼琴奏鳴曲，Philips（422 583-2），1990年
- 舒伯特三首鋼琴奏鳴曲，第1號樂興之時，BBC（BBCL 4010-2），1998年
- 貝多芬鋼琴作品集，BBC（BBCL 4052-2），2000年
- 穆索斯基《展覽會之畫》，舒伯特、李斯特等作品集，Philips（464 734-2，歷史50大錄音），2001年

室內樂
- 弗兰克鋼琴五重奏，鮑羅定四重奏團，Philips（432 142-2），1991年
- 肖斯塔科维奇小提琴奏鳴曲（奥列格·卡甘），中提琴奏鳴曲（尤里·巴什米特（英语：Yuri Bashmet）），Melodiya，1991年
- 舒伯特歌曲集，1977年8月29日萨尔茨堡音乐节演出實況，迪特里希·菲舍爾-迪斯考，Orfeo（C 334 931 B），1993年
- 勃拉姆斯《美麗的瑪格洛娜》，1970年7月30日萨尔茨堡音乐节演出實況，迪特里希·菲舍爾-迪斯考，Orfeo（C 490 981 B），1998年
- 勃拉姆斯第2號小提琴奏鳴曲，普羅柯菲夫第1號小提琴奏鳴曲，1972年8月20日萨尔茨堡音乐节演出實況，大卫·奥伊斯特拉赫，Orfeo（C 489 981 B），1998年
- 肖斯塔科维奇鋼琴五重奏，鮑羅定四重奏團，EMI（7 47507 2）
- 舒伯特《鱒魚》五重奏，鮑羅定四重奏團，EMI（5 72579 2）

協奏曲
- 基里尔·康德拉辛.  (LP). Philips.
- 卡洛斯·克莱伯. . Warner Classics. 2015. Barcode 0724356689527.
- 舒曼鋼琴協奏曲，1972年8月17日萨尔茨堡音乐节演出實況，里卡多·穆蒂，维也纳爱乐乐团，Orfeo（C 867 121 B），2012年

合輯
- (CD). 20世紀偉大鋼琴家（英语：Great Pianists of the 20th Century） 82. Philips Classics. 456 946-2.
- (CD). 20世紀偉大鋼琴家 83. Philips Classics. 1998. 456 949-2.
- (CD). 20世紀偉大鋼琴家 84. Philips Classics. 456 952-2.
- 李赫特在布拉格，15 CDs合輯，Praga（CMX 356020.34），2001年
- 《斯维亚托斯拉夫·李赫特資料庫》，Doremi，列舉部分[8]：
  - 第一輯（DHR-7718）：四首貝多芬晚期奏鳴曲
  - 第二輯（DHR-7724）：蕭邦作品演奏會，1954年至1977年
  - 第三輯（DHR-7738）：蕭邦作品演奏會，1954年至1990年
  - 第四輯（DHR-7746）：勃拉姆斯
  - 第五輯（DHR-7758）：普羅柯菲夫
  - 第六輯（DHR-7766）：塞格德演出實況
  - 第七輯（DHR-7786）：舒曼
- Olympia出版之合輯，列舉部分：
  - 第一輯（OCD 286）：舒伯特作品
  - 第三輯（OCD 288）：舒伯特作品
  - 第四輯（OCD 334）：柴科夫斯基作品
  - 第五輯（OCD 335）：舒伯特作品
  - 第七輯（OCD 337）：拉赫瑪尼諾夫作品

## 個人生活
1945年，李赫特認識了女高音尼娜·利沃夫娜·多利阿克，并作为伴奏与她合作演出了里姆斯基-科萨科夫和普罗科菲耶夫的一些歌曲。两人于1946年结婚，但未有子嗣。
有传言说李赫特是同性恋者，而多利阿克的妻子身份为李赫特在公众面前掩盖性倾向，因為在苏维埃政权时期，同性恋是违法的。李赫特极少在访谈中涉及个人私生活，直到生命的最后一年在布鲁诺·蒙桑容为其拍摄的传记影片《Richter: The Enigma》中才稍有谈及。

## 延伸阅读
- Hunt, John. . London: Travis & Emery. 2009. ISBN 978-1-901395-99-0.
- Monsaingeon, Bruno. . Princeton University Press. 2001. ISBN 978-0-571-20553-0.
- Monsaingeon, Bruno (1998), Richter, the Enigma. Video interview-documentary. OCLC 41148757
- Rasmussen, Karl Aage. . Copenhagen: Gyldendal. 2007. ISBN 978-87-02-03430-1.
- Rasmussen, Karl Aage. . Budapest: Rozsavolgyi es Tarsa. 2010. ISBN 978-963-87764-8-8.
- Rasmussen, Karl Aage. . Boston: Northeastern University Press. 2010. ISBN 978-1-55553-710-4.
- Rattalino, Piero. . Zecchini Editore. 2005. ISBN 978-88-87203-35-6.